# Hans Zakæus
Hans Zakæus (* 1795; † 14. Februar 1819 in Edinburgh) war ein grönländischer Expeditionsteilnehmer und Maler.

## Leben
Über Hans Zakæus' Herkunft ist nichts bekannt, da er bislang nicht in den grönländischen Kirchenbüchern identifiziert worden ist. Im Mai 1816 wurde er von einem englischen Walfängerschiff in der Diskobucht aufgesammelt. Dort berichtete er einerseits, dass er mit vier oder fünf anderen Männern im Kajak aufs offene Meer hinausgetrieben worden sei, wobei die anderen ertrunken waren, andererseits, dass er aus Enttäuschung über das erfolglose Werben um eine Frau zum Qivittoq geworden war und seinen Wohnplatz verlassen hatte. Die zweite Erklärung wird als wahrscheinlicher angesehen, da er es stark ablehnte, wieder an Land gebracht zu werden. Der englische Kapitän Newton nahm ihn deswegen auf eigenen Wunsch mit nach Europa, wobei Hans Zakæus schnell Englisch lernte. Nach einer Überwinterung in Leith segelte er 1817 erneut nach Grönland, wo es heißt, dass er herausfand, dass sein einziger Verwandter verstorben war, woraufhin er wieder nach Großbritannien zurückkehrte. Dorth wurde er von Alexander Nasmyth in Malerei unterrichtet. Dieser stellte ihn auch James Hall vor, dessen Sohn Basil Hall Expeditionsreisender war und der dafür sorgte, dass Hans Zakæus John Ross 1818 bei seiner Expedition nach Nordgrönland als Dolmetscher begleiten sollte, nachdem er ihm davon erzählt hatte, dass in Nordgrönland ein selbst den Grönländern fremdes Volk lebte. Hans Zakæus hatte Interesse, die dort lebenden Inughuit zu missionieren, so wie er in seiner Kindheit zum Christentum bekehrt worden war.

Hans Zakæus' Gemälde vom Treffen mit den Inughuit

Auf der Reise nach Nordgrönland musste die Expeditionsmannschaft bei Illorsuit vor Anker gehen, wo es Hans Zakæus (bzw. John „Jack“ Sachheuse, wie Ross ihn nannte) gelang, bei der Bevölkerung einen Hundeschlitten zu ertauschen. Es wurde auch ein Fest veranstaltet, wobei Hans Zakæus Interesse an einer Grönländerin zeigte. Er erhielt von einem Besatzungsmitglied einen Schal und einen Ring, die er ihr schenken sollte und schließlich erhielt er die Erlaubnis mit ihr an Land zu gehen. Als er nicht zurückkehrte, ließ man ihn holen, wobei sich zeigte, dass er offenbar sein Gewehr vorgezeigt hatte und infolgedessen sein Schlüsselbein gebrochen war, sodass er nicht zurückrudern konnte. Davon genas er jedoch schnell. Auf der Expedition gewann Hans Zakæus zu John Ross’ Glück das Vertrauen der Inughuit und sie gingen Handel ein. Ross hatte es versucht, indem er Geschenke auf dem Eis platziert hatte und mit Symbolik und Flaggen seinen friedliches Ansinnen zum Ausdruck zu geben versucht hatte, was jedoch erfolglos blieb. Erst als Hans Zakæus sich alleine den Bewohnern näherte, trauten sie sich, in Kontakt zu treten. Daneben konnte er seine Ausbildung nutzen und zeichnete das Aufeinandertreffen der Schiffsbesatzung mit der Bevölkerung. Später begaben sich die Inughuit sogar mit an Bord und aus den Gesprächen, bei denen Hans Zakæus dolmetschte, konnten erste ethnografische Erkenntnisse über die Inughuit gewonnen werden.
Nach der Expedition reiste Hans Zakæus wieder mit zurück nach England, um sich in Malerei und Religion fortbilden zu lassen, letzteres mit dem Hintergedanken der Missionierung. Während des Besuchs einer Schule in Edinburgh erkrankte er jedoch kurz darauf an Typhus und starb im Alter von rund 24 Jahren. Die Missionierung der Inughuit begann erst rund 90 Jahre später.